# Парижская любовь Кости Гуманкова
«Парижская любовь Кости Гуманкова» — российский кинофильм 2004 года, экранизация одноимённого произведения писателя Юрия Полякова. Телевизионная премьера фильма 16 ноября 2008 года (канал «Культура»).

## Сюжет
Картина начинается с событий двадцатилетней давности. Костя Гуманков, молодой программист, вследствие многочисленных интриг оказывается в тургруппе, отправляющейся в Париж. Но вместо того, чтобы, как все нормальные советские люди, ходить по магазинам, Костя влюбляется. Причем в любовницу своего начальника. Между ними завязывается роман. На последние деньги он покупает ей цветы и угощает шампанским. Но парижская сказка заканчивается, и они вынуждены расстаться. 
Проходит двадцать лет, и ставший преуспевающим бизнесменом Гуманков летит в Париж…

## В ролях
| Актёр                   | Роль           |
| ----------------------- | -------------- |
| Светлана Чуйкина        | Алла           |
| Константин Одегов       | Костя Гуманков |
| Александр Терешко       | Буров          |
| Евгений Стычкин         | Друг Народов   |
| Борис Химичев           | Диаматыч       |
| Николай Чиндяйкин       | Торгонавт      |
| Елена Бушуева-Цеханская | Генеральша     |
| Александр Вилков        | Спецкор        |
| Анатолий Калмыков       | Гегемон        |
| Владимир Довжик         | Поэт           |

| Актёр              | Роль                  |
| ------------------ | --------------------- |
| Наталья Соколова   | Пейзанка              |
| Сергей Виноградов  | Пековский             |
| Дарья Повереннова  | жена Гуманкова        |
| Елена Самохина     | гид                   |
| Сергей Беляев      | Поляков               |
| Георгий Мартиросян | Председатель профкома |
| Борис Клюев        | месье Плюш            |
| Ив Бретон          | официант              |
| Мишель Мерсье      | француженка           |
| Жан-Франсуа Делон  | француз               |

## Съёмочная группа
- Режиссёры: Константин Одегов, Юрий Крючков
- Оператор: Багир Рафиев
- Звукорежиссёр: Игорь Майоров
- Композитор: Алексей Рыбников
- Ассистент режиссёра: Татьяна Алгебраистова

## Награды
- Приз «Зрительских симпатий» на XII кинофестивале «Литература и кино» в 2005 г.
- Грамота «За самую французскую комедию» на V фестивале кинокомедий «Улыбнись, Россия!».